# ساختمان اکویتبل (منهتن)
ساختمان اکویتبل (انگلیسی: Equitable Building) یک ساختمان در خیابان برادوی، منهتن، نیویورک است.
این ساختمان که در ۱۹۱۳ شروع به ساخت و در سال ۱۹۱۵ افتتاح شده دارای ۳۸ طبقه و ۱۶۹ متر ارتفاع و ۱۱۰٬۰۰۰ مترمربع مساحت کل طبقات است.

## نگارخانه

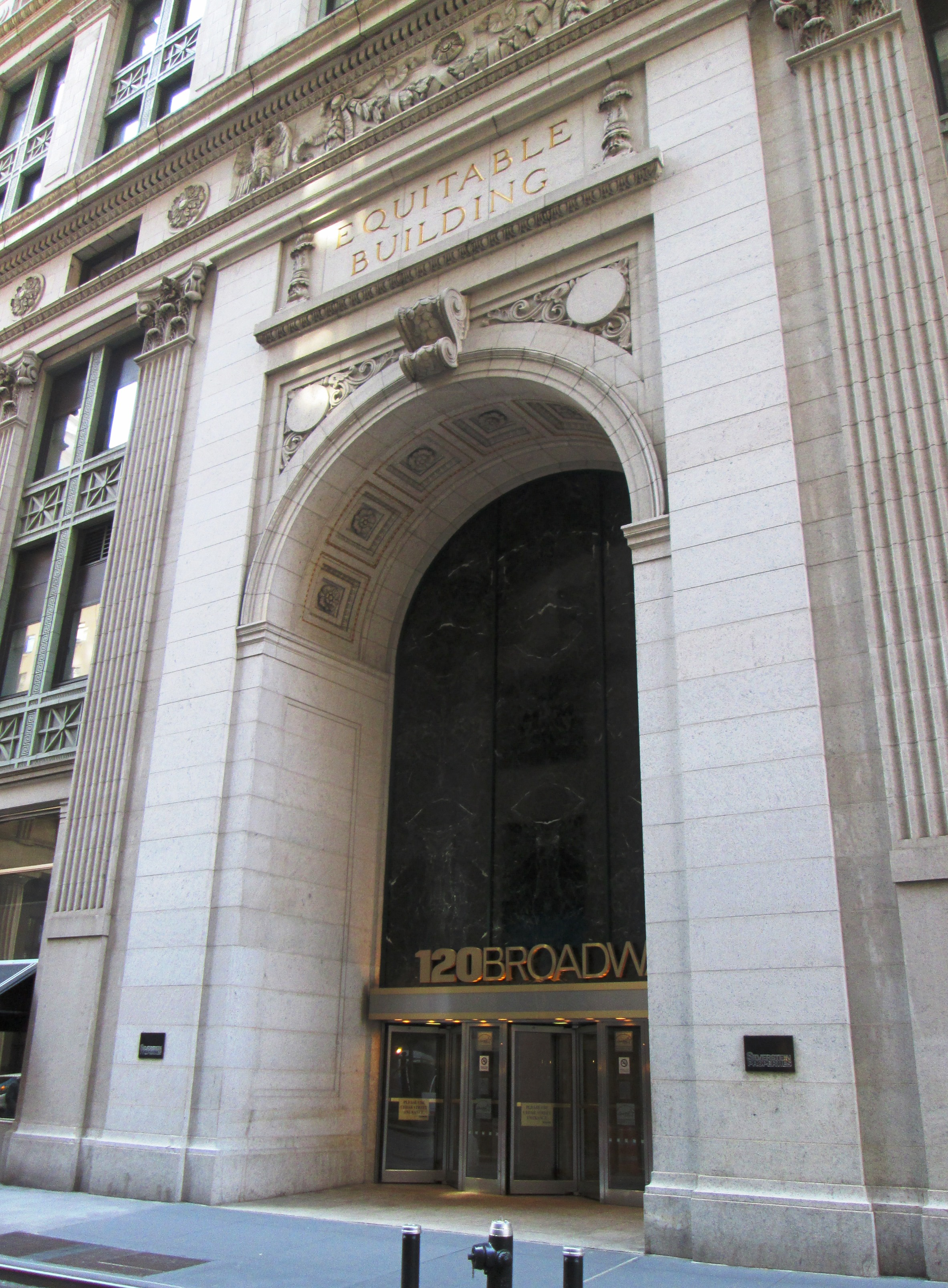
ورودی ساختمان
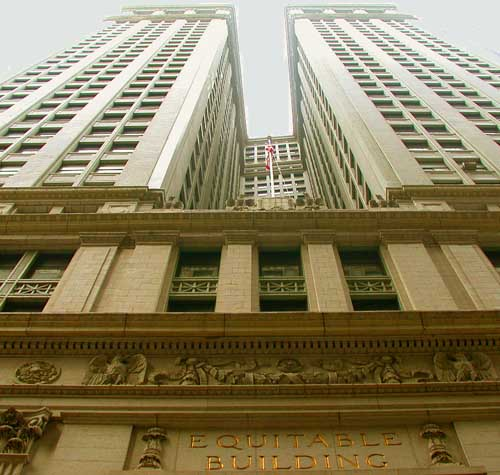
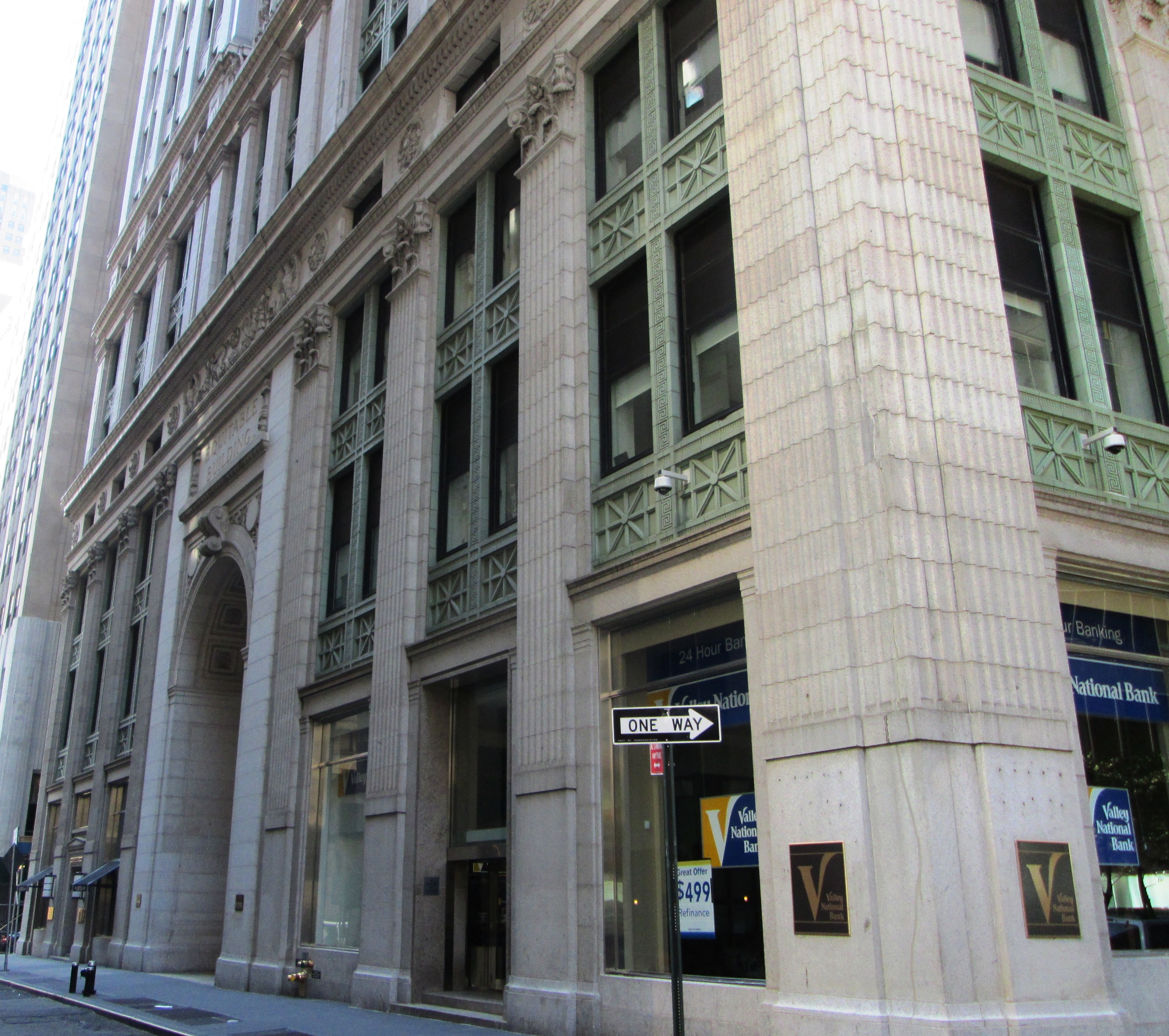
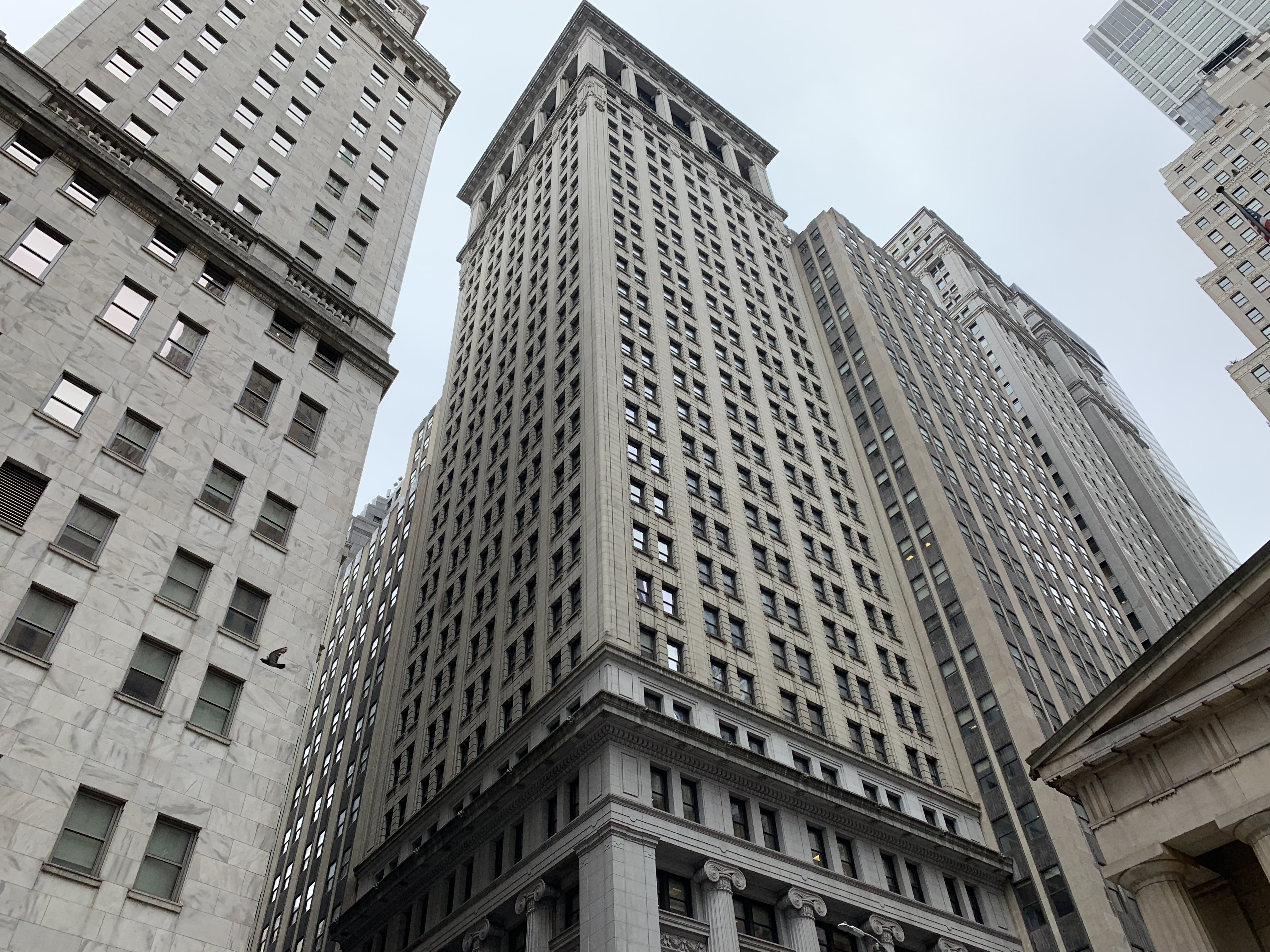